# The Brotherhood V
The Brotherhood V: Alumni é um filme de horror  lançado em 2009, dirigido por David DeCoteau. O filme é quinto da série The Brotherhood.

## Roteiro
Anos após um assassinato não desvendado no colégio Sunnydale High, os alunos mais populares resolvem fazer um reencontro, tanto para se verem novamente, como para buscar respostas para o assassinato. Nesse período, a escola é fechada, e o grupo fica totalmente sozinho. Uma fita cassete desaparecida é a única coisa que pode resolver o mistério do assassinato.